# آرثر جورج
آرثر جورج (بالإنجليزية: Arthur George)‏ هو لاعب كرة قدم ومحامي أسترالي، ولد في 17 يناير 1915 في سيدني في أستراليا، وتوفي في 4 سبتمبر 2013.